# Esserts-Blay
Esserts-Blay är en kommun i departementet Savoie i regionen Auvergne-Rhône-Alpes i sydöstra Frankrike. Kommunen ligger i kantonen Albertville-Sud som tillhör arrondissementet Albertville. År 2022 hade Esserts-Blay 758 invånare.

## Befolkningsutveckling
Antalet invånare i kommunen Esserts-Blay
| Referens: INSEE |